# 白和線
白和線（はくわせん、中国語: 白和铁路）は、中国国鉄の東北東部鉄道の一区間であり、吉林省安図県の長白山駅から同省延辺朝鮮族自治州の和龍駅までを結び、全長103kmの鉄道である。
この鉄道は長白山地域に位置し、既存の和龍線と渾白線と結ばれている。

## 路線
白和線の総投資額は約18億元。 和龍地区には7.5キロメートルの南港山トンネル、6.6キロメートルの荒溝トンネル、4.6キロメートルの富興、松岳1号・2号、青山里の4つの小さなトンネルがあり、全線でトンネルが90％以上を占めている。

## 歴史
白和線は2006年4月に着工し、2008年12月20日に開通した。

## 参照項目
- 中国鉄路瀋陽局集団有限公司